# El Arenal (Guerrero)
El Arenal es una localidad del estado mexicano de Guerrero. Es parte del municipio de Acapulco de Juárez.

## Demografía
| Gráfica de evolución demográfica |
|                                  |

| Censo | Población |
| ----- | --------- |
| 1980  | 336       |
| 1990  | 480       |
| 2000  | 888       |
| 2010  | 1 000     |
| 2020  | 1 039     |